# Koperdamplaser
Een koperdamplaser is een laser waarbij het actief medium een damp van koper is.
De koperdamplaser geeft groen licht van goede straalkwaliteit. De laser vindt toepassing in de metaalverwerking, vooral voor fijn snijwerk. De laser is als metaaldamplaser niet erg betrouwbaar.